# 12527 Anneraugh
A 12527 Anneraugh (ideiglenes jelöléssel 1998 JE3) a Naprendszer kisbolygóövében található aszteroida. A LONEOS projekt keretében fedezték fel 1998. május 1-én.